# Mirafra africana
Mirafra africana е вид птица от семейство Чучулигови (Alaudidae).

## Разпространение
Видът е разпространен в Ангола, Ботсвана, Бурунди, Габон, Гвинея, Замбия, Зимбабве, Камерун, Република Конго, Демократична република Конго, Кот д'Ивоар, Кения, Лесото, Либерия, Малави, Мозамбик, Намибия, Нигерия, Руанда, Сиера Леоне, Сомалия, Свазиленд, Танзания, Уганда, Южна Африка и Южен Судан.